# Buenavista, Bohol
Buenavista là đô thị hạng 4 ở tỉnh Bohol, Philippines. Theo điều tra dân số năm 2007, đô thị này có dân số 26.443 người.

## Các đơn vị hành chính
Buenavista về mặt hành chính được chia thành 35 khu phố (barangay).
| - Anonang - Asinan - Bago - Baluarte - Bantuan - Bato - Bonotbonot - Bugaong - Cambuhat - Cambus-oc - Cangawa - Cantomugcad | - Cantores - Cantuba - Catigbian - Cawag - Cruz - Dait - Eastern Cabul-an - Hunan - Lapacan Norte - Lapacan Sur - Lubang - Lusong (Plateau) | - Magkaya - Merryland - Nueva Granada - Nueva Montana - Overland - Panghagban - Poblacion - Puting Bato - Rufo Hill - Sweetland - Western Cabul-an - Western dansoy - nang lucia - candanghol |